# Six Flags New England
Six Flags New England är en nöjespark i Agawam, Massachusetts, USA. Parken ingår i kedjan Six Flags och öppnade redan 1840, då under ett annat namn.

## Åkattraktioner

### Berg- och dalbanor
- Thunderbolt - 1941
- Cyclone - 1983
- Great Chase - 1996
- Mind Eraser - 1997
- Flashback - 2000
- Catwoman's Whip - 2000
- Bizarro - 2000
- Batman: The Dark Knight - 2002
- Pandemonium - 2005
- Gotham City Gauntlet: Escape from Arkham Asylum - 2011
- Goliath - 2012